# Frate

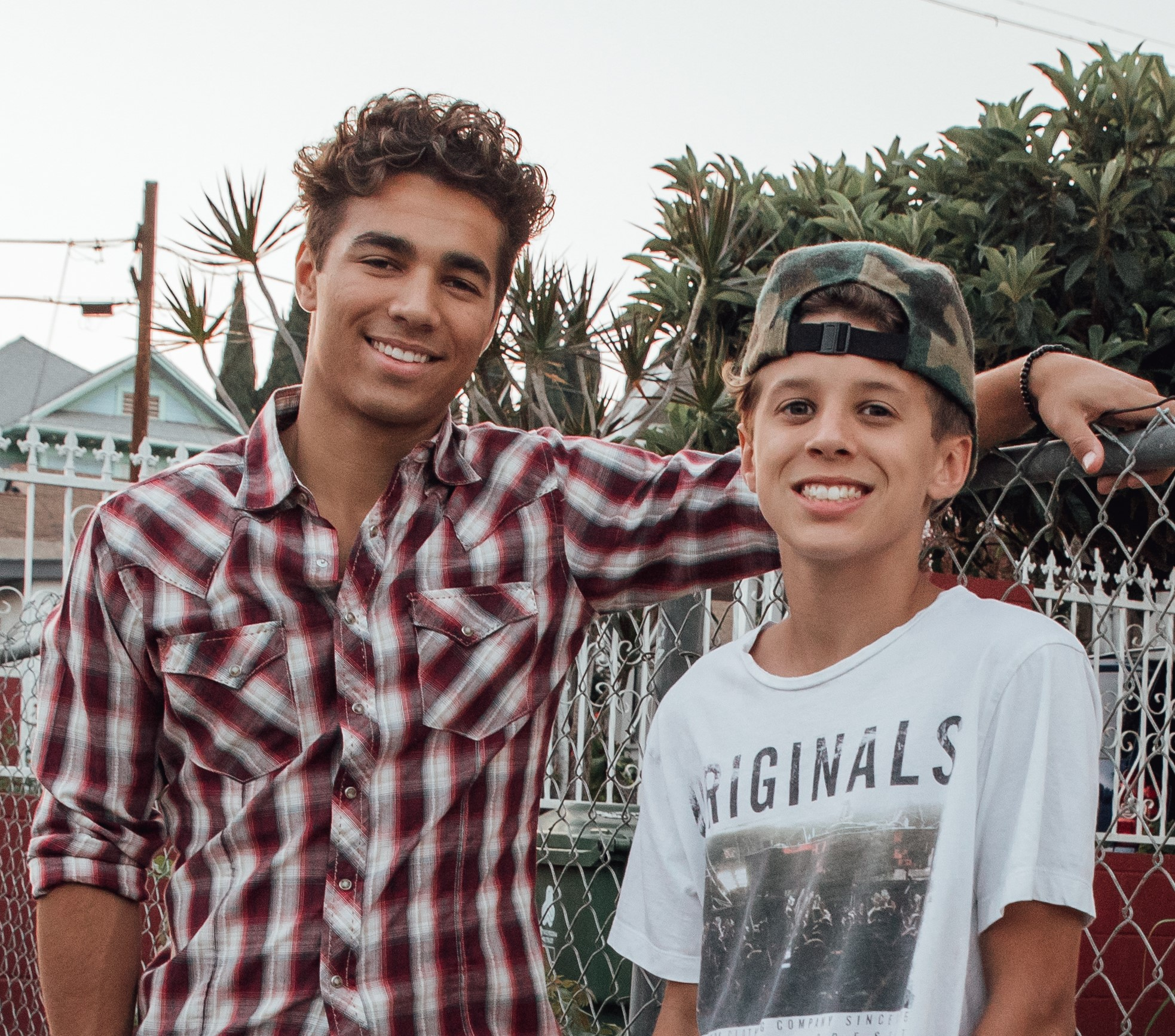
Frați

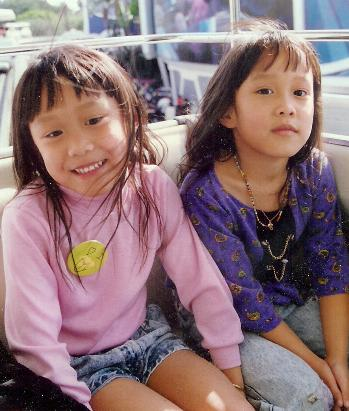
Surori coreene gemene

Fratele, respectiv sora, în cazul persoanelor de sex feminin, e acea persoană care față de altă persoană împarte un părinte sau ambii părinți, care la rândul lor pot fi biologici sau adoptivi. 
Din punct de vedere genetic frații buni, adică cei care biologic provin din aceiași părinți, împart gene ADN în proporție de 50%, iar gemenii identici împart ADN-ul în proporție de 99,99%.
De asemenea, cuvântul frate poate desemna o relație religioasă sau morală și nicidecum una biologică. În unele biserici, secte, sau grupuri religioase, cel mai adesea creștine, călugării se numesc frați.

## Terminologie
Copiii care nu sunt frați biologici, dar sunt adoptați de aceeași părinți sunt frați adoptivi. Aceeași denumire se dă și relației lor cu copiii biologici ai părinților care i-au adoptat. Copiii rezultați din relații anterioare ai unor părinți care se căsătoresc ulterior se numesc frați vitregi. Frații care au în comun un singur părinte se numesc frați consangvini dacă părintele comun este tatăl, și frați uterini dacă părintele comun este mama.